# Grand Prix Číny 2025
Grand Prix Číny 2025 (oficiálně Formula 1 Heineken Chinese Grand Prix 2025, čínsky 2025年中國大獎賽 ) se jela na okruhu Shanghai International Circuit v Šanghaji v Číně dne 23. března 2025. Závod byl druhým v pořadí v sezóně 2025 šampionátu Formule 1 a prvním v sezóně ve sprintovém formátu.

## Sprintová kvalifikace
Sprintová kvalifikace se uskutečnila 21. března 2025 v 15:30 místního času (UTC+8).
| Poř.                        | Č. | Jezdec                | Konstruktér                  | Časy v kvalifikaci | Časy v kvalifikaci | Časy v kvalifikaci | Pořadí na startu |
| Poř.                        | Č. | Jezdec                | Konstruktér                  | SQ1                | SQ2                | SQ3                | Pořadí na startu |
| --------------------------- | -- | --------------------- | ---------------------------- | ------------------ | ------------------ | ------------------ | ---------------- |
| 1                           | 44 | Lewis Hamilton        | Ferrari                      | 1:31.212           | 1:31.384           | 1:30.849           | 1                |
| 2                           | 1  | Max Verstappen        | Red Bull Racing-Honda RBPT   | 1:31.916           | 1:31.521           | 1:30.867           | 2                |
| 3                           | 81 | Oscar Piastri         | McLaren-Mercedes             | 1:31.723           | 1:31.362           | 1:30.929           | 3                |
| 4                           | 16 | Charles Leclerc       | Ferrari                      | 1:31.518           | 1:31.561           | 1:31.057           | 4                |
| 5                           | 63 | George Russell        | Mercedes                     | 1:31.952           | 1:31.346           | 1:31.169           | 5                |
| 6                           | 4  | Lando Norris          | McLaren-Mercedes             | 1:31.396           | 1:31.174           | 1:31.393           | 6                |
| 7                           | 12 | Andrea Kimi Antonelli | Mercedes                     | 1:31.999           | 1:31.475           | 1:31.738           | 7                |
| 8                           | 22 | Júki Cunoda           | Racing Bulls-Honda RBPT      | 1:32.316           | 1:31.794           | 1:31.773           | 8                |
| 9                           | 23 | Alexander Albon       | Williams-Mercedes            | 1:32.462           | 1:31.539           | 1:31.852           | 9                |
| 10                          | 18 | Lance Stroll          | Aston Martin Aramco-Mercedes | 1:32.327           | 1:31.742           | 1:31.982           | 10               |
| 11                          | 14 | Fernando Alonso       | Aston Martin Aramco-Mercedes | 1:32.121           | 1:31.815           |                    | 11               |
| 12                          | 87 | Oliver Bearman        | Haas-Ferrari                 | 1:32.269           | 1:31.978           |                    | 12               |
| 13                          | 55 | Carlos Sainz Jr.      | Williams-Mercedes            | 1:32.457           | 1:32.325           |                    | 13               |
| 14                          | 5  | Gabriel Bortoleto     | Kick Sauber-Ferrari          | 1:32.539           | 1:32.564           |                    | 14               |
| 15                          | 6  | Isack Hadjar          | Racing Bulls-Honda RBPT      | 1:32.171           | Bez času           |                    | 15               |
| 16                          | 7  | Jack Doohan           | Alpine-Renault               | 1:32.575           |                    |                    | 16               |
| 17                          | 10 | Pierre Gasly          | Alpine-Renault               | 1:32.640           |                    |                    | 17               |
| 18                          | 31 | Esteban Ocon          | Haas-Ferrari                 | 1:32.651           |                    |                    | 18               |
| 19                          | 27 | Nico Hülkenberg       | Kick Sauber-Ferrari          | 1:32.675           |                    |                    | PL               |
| 20                          | 30 | Liam Lawson           | Red Bull Racing-Honda RBPT   | 1:32.729           |                    |                    | 20               |
| 107 % času vítěze: 1:37.597 |    |                       |                              |                    |                    |                    |                  |
| Zdroj:                      |    |                       |                              |                    |                    |                    |                  |

Poznámky
1. ↑  Nico Hülkenberg se kvalifikoval jako 19., odstartovat ale musel z boxů kvůli úpravám monopostu během parc fermé.

## Sprint
Sprint se uskutečnil 22. března 2025 v 11:00 místního času (UTC+8).
| Poř.   | No. | Jezdec                | Konstruktér                  | Počet kol | Čas/Odstoupení | Start | Body |
| ------ | --- | --------------------- | ---------------------------- | --------- | -------------- | ----- | ---- |
| 1      | 44  | Lewis Hamilton        | Ferrari                      | 19        | 30:39.965      | 1     | 8    |
| 2      | 81  | Oscar Piastri         | McLaren-Mercedes             | 19        | +6.889         | 3     | 7    |
| 3      | 1   | Max Verstappen        | Red Bull Racing-Honda RBPT   | 19        | +9.804         | 2     | 6    |
| 4      | 63  | George Russell        | Mercedes                     | 19        | +11.592        | 5     | 5    |
| 5      | 16  | Charles Leclerc       | Ferrari                      | 19        | +12.190        | 4     | 4    |
| 6      | 22  | Júki Cunoda           | Racing Bulls-Honda RBPT      | 19        | +22.288        | 8     | 3    |
| 7      | 12  | Andrea Kimi Antonelli | Mercedes                     | 19        | +23.038        | 7     | 2    |
| 8      | 4   | Lando Norris          | McLaren-Mercedes             | 19        | +23.471        | 6     | 1    |
| 9      | 18  | Lance Stroll          | Aston Martin Aramco-Mercedes | 19        | +24.916        | 10    |      |
| 10     | 14  | Fernando Alonso       | Aston Martin Aramco-Mercedes | 19        | +38.218        | 11    |      |
| 11     | 23  | Alexander Albon       | Williams-Mercedes            | 19        | +39.292        | 9     |      |
| 12     | 10  | Pierre Gasly          | Alpine-Renault               | 19        | +39.649        | 17    |      |
| 13     | 6   | Isack Hadjar          | Racing Bulls-Honda RBPT      | 19        | +42.400        | 15    |      |
| 14     | 30  | Liam Lawson           | Red Bull Racing-Honda RBPT   | 19        | +44.904        | 19    |      |
| 15     | 87  | Oliver Bearman        | Haas-Ferrari                 | 19        | +45.649        | 12    |      |
| 16     | 31  | Esteban Ocon          | Haas-Ferrari                 | 19        | +46.182        | 18    |      |
| 17     | 55  | Carlos Sainz Jr.      | Williams-Mercedes            | 19        | +51.376        | 13    |      |
| 18     | 5   | Gabriel Bortoleto     | Kick Sauber-Ferrari          | 19        | +53.940        | 14    |      |
| 19     | 27  | Nico Hülkenberg       | Kick Sauber-Ferrari          | 19        | +56.682        | PL    |      |
| 20     | 7   | Jack Doohan           | Alpine-Renault               | 19        | +1:10.212      | 16    |      |
| Zdroj: |     |                       |                              |           |                |       |      |

## Kvalifikace
Kvalifikace se uskutečnila 22. března 2025 v 15:00 místního času (UTC+8).
| Poř.                        | Č. | Jezdec                | Konstruktér                  | Časy v kvalifikaci | Časy v kvalifikaci | Časy v kvalifikaci | Pořadí na startu |
| Poř.                        | Č. | Jezdec                | Konstruktér                  | Q1                 | Q2                 | Q3                 | Pořadí na startu |
| --------------------------- | -- | --------------------- | ---------------------------- | ------------------ | ------------------ | ------------------ | ---------------- |
| 1                           | 81 | Oscar Piastri         | McLaren-Mercedes             | 1:31.591           | 1:31.200           | 1:30.641           | 1                |
| 2                           | 63 | George Russell        | Mercedes                     | 1:31.295           | 1:31.307           | 1:30.723           | 2                |
| 3                           | 4  | Lando Norris          | McLaren-Mercedes             | 1:30.983           | 1:30.787           | 1:30.793           | 3                |
| 4                           | 1  | Max Verstappen        | Red Bull Racing-Honda RBPT   | 1:31.424           | 1:31.142           | 1:30.817           | 4                |
| 5                           | 44 | Lewis Hamilton        | Ferrari                      | 1:31.690           | 1:31.501           | 1:30.927           | 5                |
| 6                           | 16 | Charles Leclerc       | Ferrari                      | 1:31.579           | 1:31.450           | 1:31.021           | 6                |
| 7                           | 6  | Isack Hadjar          | Racing Bulls-Honda RBPT      | 1:31.162           | 1:31.253           | 1:31.079           | 7                |
| 8                           | 12 | Andrea Kimi Antonelli | Mercedes                     | 1:31.676           | 1:31.590           | 1:31.103           | 8                |
| 9                           | 22 | Júki Cunoda           | Racing Bulls-Honda RBPT      | 1:31.238           | 1:31.260           | 1:31.638           | 9                |
| 10                          | 23 | Alexander Albon       | Williams-Mercedes            | 1:31.503           | 1:31.595           | 1:31.706           | 10               |
| 11                          | 31 | Esteban Ocon          | Haas-Ferrari                 | 1:31.876           | 1:31.625           |                    | 11               |
| 12                          | 27 | Nico Hülkenberg       | Kick Sauber-Ferrari          | 1:31.921           | 1:31.632           |                    | 12               |
| 13                          | 14 | Fernando Alonso       | Aston Martin Aramco-Mercedes | 1:31.719           | 1:31.688           |                    | 13               |
| 14                          | 18 | Lance Stroll          | Aston Martin Aramco-Mercedes | 1:31.923           | 1:31.773           |                    | 14               |
| 15                          | 55 | Carlos Sainz Jr.      | Williams-Mercedes            | 1:31.628           | 1:31.840           |                    | 15               |
| 16                          | 10 | Pierre Gasly          | Alpine-Renault               | 1:31.992           |                    |                    | 16               |
| 17                          | 87 | Oliver Bearman        | Haas-Ferrari                 | 1:32.018           |                    |                    | 17               |
| 18                          | 7  | Jack Doohan           | Alpine-Renault               | 1:32.092           |                    |                    | 18               |
| 19                          | 5  | Gabriel Bortoleto     | Kick Sauber-Ferrari          | 1:32.141           |                    |                    | 19               |
| 20                          | 30 | Liam Lawson           | Red Bull Racing-Honda RBPT   | 1:32.174           |                    |                    | PL               |
| 107 % času vítěze: 1:37.351 |    |                       |                              |                    |                    |                    |                  |
| Zdroj:                      |    |                       |                              |                    |                    |                    |                  |

Poznámky
1. ↑  Liam Lawson se kvalifikoval jako 20., odstartovat ale musel z boxů kvůli úpravám monopostu během parc fermé.

## Závod
Závod se uskutečnil 23. března 2025 v 15:00 místního času (UTC+8).
| Poř.   | No. | Jezdec                | Konstruktér                  | Počet kol | Čas/Odstoupení | Start | Body |
| ------ | --- | --------------------- | ---------------------------- | --------- | -------------- | ----- | ---- |
| 1      | 81  | Oscar Piastri         | McLaren-Mercedes             | 56        | 1:30:55.026    | 1     | 25   |
| 2      | 4   | Lando Norris          | McLaren-Mercedes             | 56        | +9.748         | 3     | 18   |
| 3      | 63  | George Russell        | Mercedes                     | 56        | +11.097        | 2     | 15   |
| 4      | 1   | Max Verstappen        | Red Bull Racing-Honda RBPT   | 56        | +16.656        | 4     | 12   |
| 5      | 31  | Esteban Ocon          | Haas-Ferrari                 | 56        | +49.969        | 11    | 10   |
| 6      | 12  | Andrea Kimi Antonelli | Mercedes                     | 56        | +53.748        | 8     | 8    |
| 7      | 23  | Alexander Albon       | Williams-Mercedes            | 56        | +56.321        | 10    | 6    |
| 8      | 87  | Oliver Bearman        | Haas-Ferrari                 | 56        | +1:01.303      | 17    | 4    |
| 9      | 18  | Lance Stroll          | Aston Martin Aramco-Mercedes | 56        | +1:10.204      | 14    | 2    |
| 10     | 55  | Carlos Sainz Jr.      | Williams-Mercedes            | 56        | +1:16.387      | 15    | 1    |
| 11     | 6   | Isack Hadjar          | Racing Bulls-Honda RBPT      | 56        | +1:18.875      | 7     |      |
| 12     | 30  | Liam Lawson           | Red Bull Racing-Honda RBPT   | 56        | +1:21.147      | PL    |      |
| 13     | 7   | Jack Doohan           | Alpine-Renault               | 56        | +1:28.401      | 18    |      |
| 14     | 5   | Gabriel Bortoleto     | Kick Sauber-Ferrari          | 55        | +1 kolo        | 19    |      |
| 15     | 27  | Nico Hülkenberg       | Kick Sauber-Ferrari          | 55        | +1 kolo        | 12    |      |
| 16     | 22  | Júki Cunoda           | Racing Bulls-Honda RBPT      | 55        | +1 kolo        | 9     |      |
| Ret    | 14  | Fernando Alonso       | Aston Martin Aramco-Mercedes | 4         | Brzdy          | 13    |      |
| DSQ    | 16  | Charles Leclerc       | Ferrari                      | 56        | Hmotnost       | 6     |      |
| DSQ    | 44  | Lewis Hamilton        | Ferrari                      | 56        | Hmotnost       | 5     |      |
| DSQ    | 10  | Pierre Gasly          | Alpine-Renault               | 56        | Hmotnost       | 16    |      |
| Zdroj: |     |                       |                              |           |                |       |      |

Poznámky
1. ↑  Jack Doohan skončil 14., obdržel ale penalizaci 10 sekund za vytlačení Isacka Hadjara z trati. Další pozice získal po diskvalifikaci tří jezdců.
2. 1 2  Charles Leclerc a Pierre Gasly skončili na 5. a 11. místě, ze závodu byli ale diskvalifikováni z důvodu nedodržení minimální hmotnosti monopostu.
3. ↑  Lewis Hamilton skončil 6., ze závodu byl ale diskvalifikován z důvodu nadměrného opotřebení kluzné desky.

## Průběžné pořadí po závodě
|        | Pořadí | Jezdec                | Body |
| ------ | ------ | --------------------- | ---- |
|        | 1      | Lando Norris          | 44   |
|        | 2      | Max Verstappen        | 36   |
|        | 3      | George Russell        | 35   |
| 5      | 4      | Oscar Piastri         | 34   |
| 1      | 5      | Andrea Kimi Antonelli | 22   |
| Zdroj: |        |                       |      |

|        | Pořadí | Konstruktér                | Body |
| ------ | ------ | -------------------------- | ---- |
|        | 1      | McLaren-Mercedes           | 78   |
|        | 2      | Mercedes                   | 57   |
|        | 3      | Red Bull Racing-Honda RBPT | 36   |
|        | 4      | Williams-Mercedes          | 17   |
| 2      | 5      | Ferrari                    | 17   |
| Zdroj: |        |                            |      |